# Pech-Luna
Pech-Luna település Franciaországban, Aude megyében. Lakosainak száma 76 fő (2022. január 1.). Pech-Luna Belpech, Cahuzac, Gaja-la-Selve, Mayreville, Pécharic-et-le-Py és Saint-Sernin községekkel határos.

## Népesség
A település népességének változása:
| Lakosok száma | 114  | 112  | 93   | 101  | 101  | 84   | 75   | 74   | 75   | 76   |
|               | 1968 | 1982 | 1990 | 2006 | 2013 | 2015 | 2017 | 2019 | 2020 | 2022 |